# Lars Kvant
Lars Kvant, né le 27 mars 1955 à Malmö et mort le 14 janvier 2025 dans la même ville, est un joueur professionnel de squash représentant la Suède. Il atteint en mars 1982 la 12e place mondiale sur le circuit international, son meilleur classement. Il est cinq fois champion de Suède entre 1977 et 1982.

## Biographie
Il commence tardivement le squash à l'âge de 15 ans après avoir joué au football et au badminton l'hiver et devient rapidement un très bon junior classé dans les cinq meilleurs joueurs mondiaux. Il fait partie de l'équipe de Suède (Lars Kvant, Mikael Hellström, Johan Stockenberg, Peter Boström, Bosse Boström) qui réalise l'exploit de battre l'équipe d’Angleterre, invaincue depuis 1973, lors des championnats d'Europe par équipes 1980.
Il meurt le 14 janvier 2025 à Malmö de la maladie de Parkinson,.

## Palmarès

### Titres
- Championnats d'Europe par équipes : 2 titres (1980, 1983)
- Championnats de Suède : 5 titres (1977-1980, 1982)